# マーガレット・ブラウン
マーガレット・ブラウン（Margaret Brown 、旧姓 トビン（Tobin）、1867年7月18日 - 1932年10月26日）は、アメリカのソーシャライト、フィランソロピスト、活動家。
1912年のタイタニック号沈没事故の際、生存者捜索のため救命ボート6号を戻し、女性生存者の代表格として有名になった。死後、モリー・ブラウン、不沈のモリー・ブラウン（Unsinkable Molly Brown）の通称でよく知られるようになったが、生前にモリーと呼ばれることはなかった。友人からはマギーと呼ばれた。

## 前半生
1867年7月18日、ミズーリ州ハンニバルで、父ジョン・トビン(1820–1899)と母ジョアンナ・コリンズ(1825–1905)の娘として生まれた。父はアイルランド移民であり、ハンニバルのガス工場で働いていた。
兄弟はダニエル(1863年生まれ)、マーガレット(1867年生まれ)、ウィリアム(1869年生まれ)、ヘレン(1871年生まれ)の4人。さらに異母異父姉妹2人がおり、キャサリン・ビリジット・トビンは父の連れ子で、メアリー・アン・コリンズは母の連れ子である。
伯母のメアリー・オリアリー(Mary O'Leary)が経営する私立学校で13歳まで学んだ後、ハンニバルのガース煙草工場で働き、タバコ葉から茎を取り除く作業にあたった。
1883年に異父姉妹メアリー・アン・コリンズがジャック・ランドリガンと結婚し、コロラド州レッドヴィルに移住。彼らはそこで鍛冶屋を始めた。1886年にマーガレットも彼らに呼ばれてレッドヴィルへ移住した。彼女は、同地の百貨店「ダニエル・アンド・フィッシャー」のカーペットや織物部門で働くようになった。
金持ちと結婚したがっていたが、1886年初夏に親がアイルランド移民である鉱夫ジェイムズ・ジョゼフ・ブラウン(1854–1922)と出会い、1886年9月1日、レッドヴィルの受胎告知教会で結婚式を挙げた。ジェイムズはJ.J.と呼ばれ、進取に富んだ気性で、独力で勉強していた。
「お金持ちと結婚したかったけれど、私はジム・ブラウンを愛しました。
私は父を楽にさせてやりたかったし、疲れて年老いた父にしてやりたかったことをかなえてくれる男性が現れるまでは、ずっと独身でいようと決心していました。
ジムは私たちと同じくらい貧乏だったし、チャンスに恵まれた人生を送っていたわけではありません。
私はその頃、激しく葛藤していました。
私はジムを愛していたけれど、彼は貧しかったのです。
最終的に私は、富で自分を惹きつける男性とではなく、貧しくても愛する男性と過ごすほうが幸せだという考えに至りました。
だから私はジム・ブラウンと結婚したのです。」
と語っている。
彼らには2人の子が生まれた。
- ローレンス・パルマー・ブラウン ( Lawrence Palmer Brown、通称ラリー)は1887年8月30日、ミズーリ州ハンニバル生まれ。アイリーン・エリザベス・ホートン (1890–1985) と1911年1月1日、ミズーリ州カンザスシティで結婚、2人の子供が生まれた。ローレンス・パルマー・"パット"・ブラウン・Jr (1911–1976) と、アイリーン・エリザベス・"ベティ"・ブラウン (1913–1974) である。だが破綻し、ラリーはミルドレッド・グレゴリー (1895–1956) と、1926年11月17日にビバリーヒルズで結婚したが、この時は子供は生まれなかった。1949年4月2日死去。
- キャサリン・エレン・ブラウン ( Catherine Ellen Brown、通称ヘレン) は1889年7月1日、コロラド州レッドビル生まれ。ジョージ・ヨセフ・ペーター・アーデルハイド・ベンジガー (1877–?) と、1913年4月7日にシカゴで結婚した。子供はジェイムズ・ジョージ・ベンジガー (1914–1995) と、ジョージ・ペーター・ヨセフ・アデルリッヒ・ベンジガー(1917–1985)である。1939年死去。

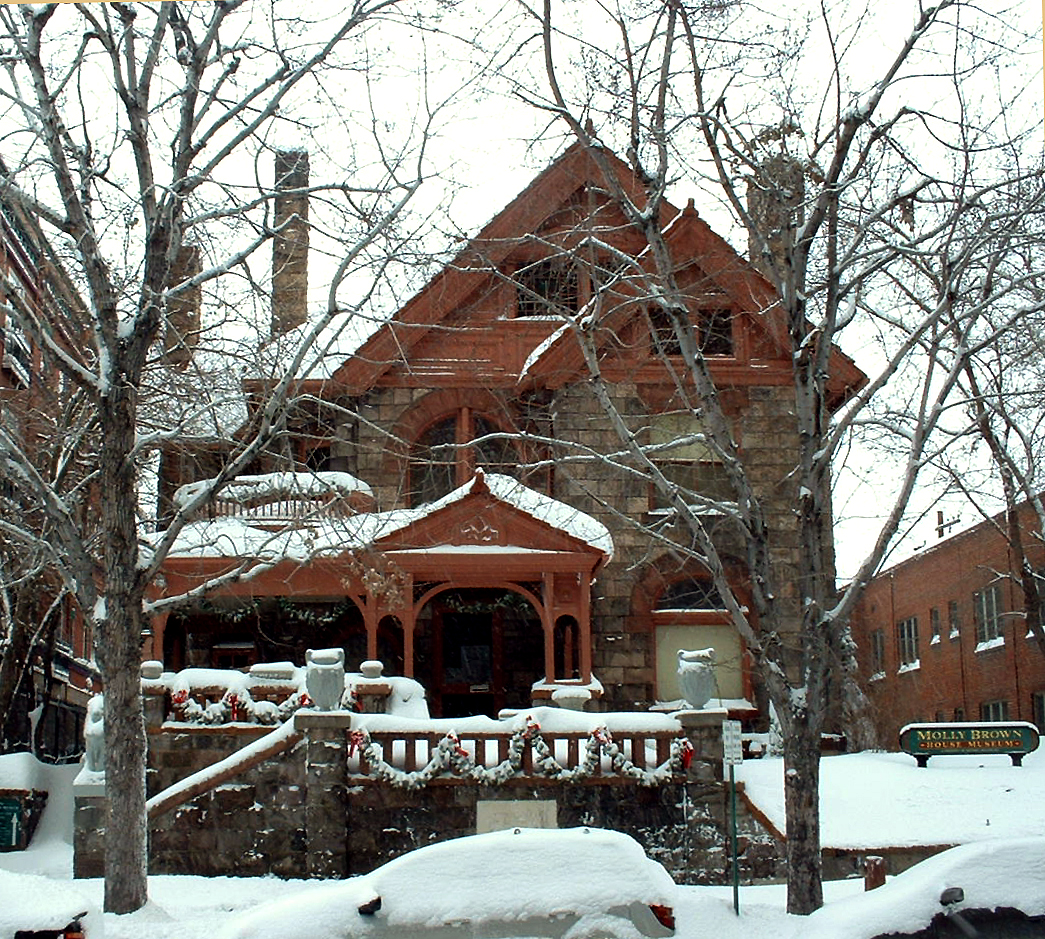
デンバーのモリー・ブラウン邸博物館

一家が莫大な富を得たきっかけは、J.J.の鉱山工学の技術が、堅固な原鉱に割れ目を入れるのに役立つとわかったことである。J.J.の雇用主アイベックス鉱山会社(Ibex Mining Company)は、リトル・ジョニー鉱山(Little Jonny)でその技術を役立てるべく、資本金から12,500株をJ.J.に譲渡し、理事の席を提供した。そしてリトル・ジョニー鉱山で金と銀が発掘されたことで一気に富裕となった。
レッドヴィルでは当初、女性の権利獲得に情熱を燃やし、全米女性参政権協会のコロラド支部の設立を助け、鉱夫の家族を援助するスープ・キッチンで働いた。
1894年4月6日にブラウン一家はコロラド州・デンバー・ペンシルバニア通り(Pennsylvania Street)に移住。デンバー女性クラブ(Denver Woman's Club)の創立メンバーとなり、成人教育と慈善を通して、女性の生活の改善に努めた。
当時は女性に参政権が認められていない時代だったが、アメリカ合衆国上院に2度立候補している。それに当選すれば例え議員になれずとも女性の議員資格を認める契機になると考えてのことだったが、結局2度とも落選の憂き目を見た。
またニューヨーク州のカーネギー研究所にも出席し、文学や言語や脚本を学んだ。
結婚生活23年で非公式な別居合意に達し、1909年署名して別々の道を歩むことになった。二人が和解することはなかったが離婚はせず、生涯を通じて互いを気遣った。この合意によりマーガレットは示談金を手にし、デンバーのペンシルベニア通りにある家も所有し続けた。また旅行や慈善活動を続けるための費用を、月に700ドル受け取ることになった。
資金調達を援助したデンバーの無原罪聖母大聖堂は1911年に完成。判事ベン・リンジーとともに、貧しい子供たちを助け、アメリカ合衆国初めての少年裁判所の設立させた。デンバーの貧しい子供たちのための遊び場と学校を建立することにも尽力した。
彼女は生涯を通してよく旅行した。1912年1月24日にオリンピック号に乗ってヨーロッパへ向かった。同船内でジョン・ジェイコブ・アスター4世とマデリン・アスターの夫妻と親しくなった。二人のエジプト旅行、イタリア旅行、パリ旅行に同道したが、孫の病気を聞いて急遽タイタニック号でアメリカへ帰国することを決意した。

## タイタニック号乗船

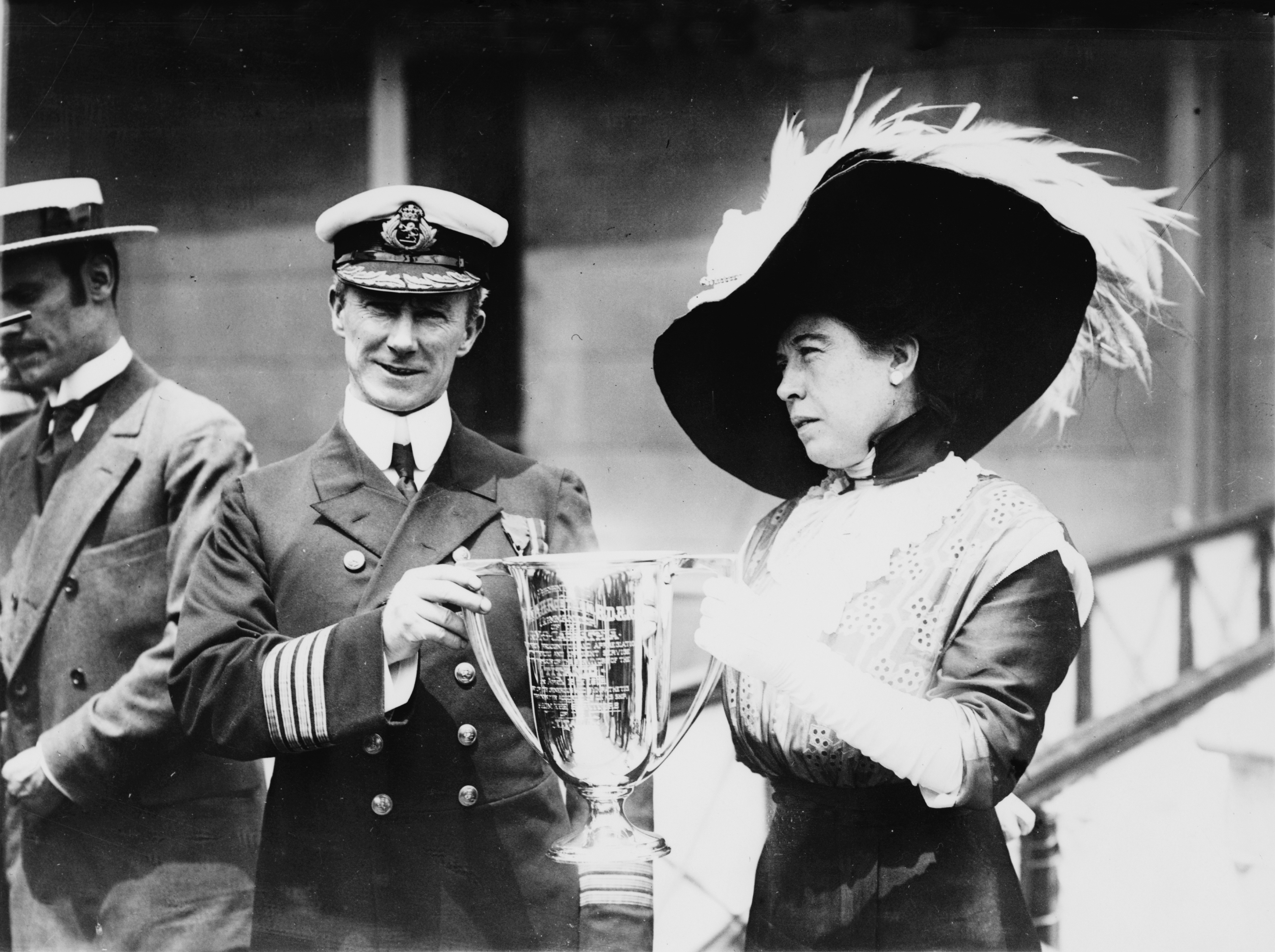
マーガレット・ブラウン（右）。タイタニック号の生存者を救出した船長アーサー・ロストロンに賞を授与している。

マーガレットはフランスのシェルブールから客船タイタニックに一等船客として乗船し、1912年4月15日、氷山に衝突して沈没する。
他の乗客が救命艇に乗り込むのを助けていたが、最終的に救命艇6号に乗って船を離れることを承諾する。沈没後、他の女性乗客数名とともに救命艇6号を指示し、ボートを指揮していた操舵員ロバート・ヒッチェンスに有無を言わさず「暖をとるため」ボートを漕ぎ、水中の生存者を探し出すために戻った。。しかし生存者発見に成功したのは救命艇12号だけだった。カルパチア号に救助、収容された際も、女性乗客の間でリーダーシップを発揮した。生存者を捜すために救命艇6号を戻らせようと努力したところから、ヒロインと見なされるようになった。
タイタニック号生存者としての名声は、労働者と女性の権利、子どもの教育や読み書き能力、歴史の保存といった、深く心にかけた問題を推進するのに役立った。

## 後半生
1922年9月5日にJ.J.が死去した際は、新聞に「J.J.ブラウンほど高潔で、心の広い、すばらしい男性はいなかった」と語っている。J.J.は遺言を残さず死去したため、2人の子供とは、財産の継承をめぐって5年間争った。彼らの浪費のため、J.J.の遺産はたった238,000ドルと評価された。マーガレットは現金と証券とで20,000ドルを受け取ることになり、100,000ドルの信託財産の利子が彼女の名で用意された。2人の子供はその残りを受け取った。これ以降亡くなるまで、2人の子供に会うことはなかった。

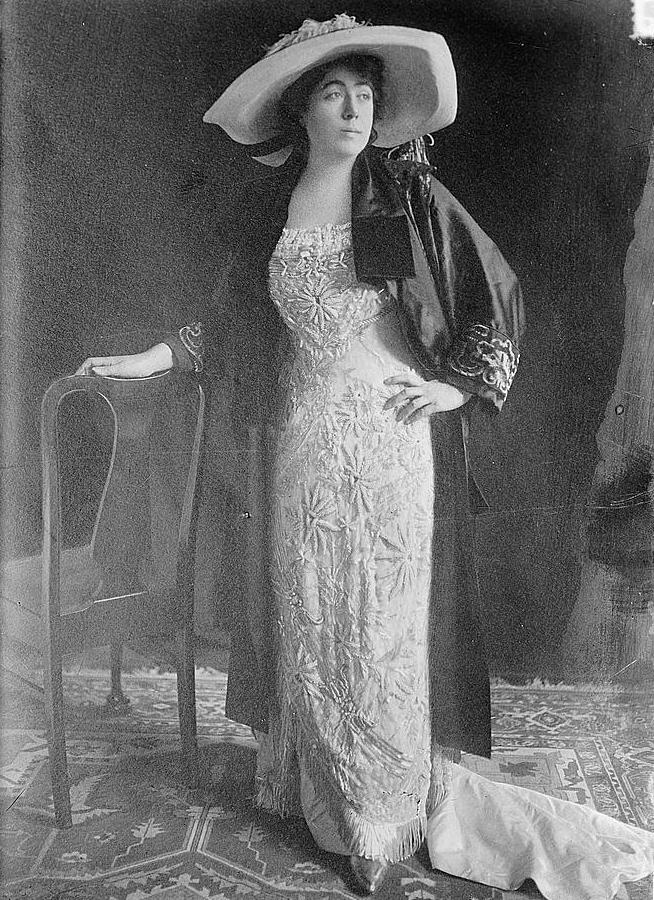
マーガレット・ブラウン

第一次世界大戦中のフランスではアメリカ委員会とともに、荒廃したフランスのため、最前線より後ろの地域を立て直しフランス人やアメリカ人兵士の傷病者を助けた。アメリカで慈善を含め、そのよき市民権的行動のため、フランスのレジオンドヌール勲章を授けられた。人生最後の数年間は、女優業にも取り組んだ。
睡眠中の発作により65歳で死去。その死は世界大恐慌の間のことであり、2人の子供は彼女の財産を6,000ドルで売却した。ニューヨーク州ウェストベリーのホリールード墓地に埋葬されている。

## 人物
彼女の生涯の夢は、デンバー社交界のメンバー、すなわち「聖なる36人衆(Sacred Thirty-Six)」と呼ばれた人々の子孫に加わることだったが、デンバー社交界メンバーは彼女の荒っぽさを見ていると自分たちの卑しい出自を思い出すため、彼女のことを「成り上がり者」として徹底的に拒絶した。
モリーの夫JJブラウンは妻のように社交界入りを夢見ることはなく、労働者としてのルーツを好んだため、二人の距離は広がり、最終的には別居することになった。

## 伝説
- 2006年、ミズーリ州マーシュフィールドのミズーリ・フェーム・ウォークに、著名なミズーリ州出身者として表彰された。曾孫のヘレン・ベンジガー・マッキニーが、代理として表彰を受け取った。また自分の偉大な曾祖母について講演旅行を続けている。
- 1965年、ジェミニ3号の宇宙探査で打ち上げられたカプセルは、非公式ながら『モリー・ブラウン』と呼ばれた。これは過去にマーキュリー号（リバティ・ベル）がフロリダ海岸沖で沈没し、ガス・グリソムが危うく溺れそうになった事件に引っかけたユーモアからである。

## Portrayals
Copied to translate from en:Margaret Brown enwp as of 13:49 (UTC) June 8, 2019 by Noq. 
- Thelma Ritter (1953) (Titanic). Brown's name was changed to Maude Young, and her Colorado gold mining fortune became a Montana lead mining fortune.
- Cloris Leachman (1957) (Telephone Time) ("The Unsinkable Molly Brown")
- Tucker McGuire (1958) (A Night to Remember)
- Tammy Grimes (1960) (The Unsinkable Molly Brown) (Broadway musical) Grimes won a Tony Award for her performance.
- Debbie Reynolds (1964) (The Unsinkable Molly Brown). Reynolds received an Academy Award nomination for Best Actress.
- Cloris Leachman (1979) (S.O.S. Titanic) (TV movie)
- Fionnula Flanagan (1983) (Voyagers!) ("Voyagers of the Titanic")
- Marilu Henner (1996) (Titanic) (TV miniseries)
- Kathy Bates (1997) (Titanic)
- Judy Prestininzi (2003) (Ghosts of the Abyss) (Documentary)
- Linda Kash (2012) (Titanic) (TV series
- 1960年に公開されたブロードウェイ・ミュージカル『不沈のモリー・ブラウン』はタイトル・ロールをタミー・グライムスが演じ、トニー賞を受賞した。
- ミュージカル『不沈のモリー・ブラウン』の1964年の映画版でマーガレットを演じたデビー・レイノルズは、アカデミー賞にノミネートされた。
- 1996年のテレビ映画版ではマリル・ヘナーが、1997年のタイタニックではキャシー・ベイツが、マーガレットを演じている。

## 取り上げられた映画
- タイタニック (映画)
  - 不沈のモリー・ブラウン (ミュージカル): 1960年のミュージカル。
  - 不沈のモリー・ブラウン (映画): ミュージカルを原作とした1964年の映画。
  - SOSタイタニック 忘れえぬ夜: 1958年の映画。
  - タイタニック (1997年の映画): 1997年の映画。